# Horušany
Horušany jsou vesnice, část obce Soběkury v okrese Plzeň-jih v Plzeňském kraji. Nachází se asi 2,5 km na jihovýchod od Soběkurů. Prochází zde silnice II/183. Je zde evidováno 92 adres. V roce 2011 zde trvale žilo 224 obyvatel.
Horušany jsou také název katastrálního území o rozloze 5,39 km².

## Historie
První písemná zmínka o vesnici pochází z roku 1379.

## Obyvatelstvo
| Rok            | 1869 | 1880 | 1890 | 1900 | 1910 | 1921 | 1930 | 1950 | 1961 | 1970 | 1980 | 1991 | 2001 | 2011 | 2021 |
| -------------- | ---- | ---- | ---- | ---- | ---- | ---- | ---- | ---- | ---- | ---- | ---- | ---- | ---- | ---- | ---- |
| Počet obyvatel | 283  | 247  | 270  | 295  | 334  | 347  | 316  | 282  | 275  | 269  | 239  | 225  | 203  | 224  | 221  |
| Počet domů     | 38   | 38   | 41   | 42   | 49   | 52   | 60   | 65   | 65   | 66   | 61   | 76   | 80   | 84   | 90   |

## Obecní správa
Při sčítání lidu v letech 1850–1949 Horušany byly osadou obce Roupov v okrese Přeštice. V letech 1950–1959 byly samostatnou obcí v okrese Přeštice. Od roku 1960 jsou částí obce Soběkury v okrese Plzeň-jih.